# Taenaris bougainvilleana
Taenaris bougainvilleana är en fjärilsart som beskrevs av Embrik Strand 1914. Taenaris bougainvilleana ingår i släktet Taenaris och familjen praktfjärilar. Inga underarter finns listade i Catalogue of Life.